# Stadio San Mauro
Lo stadio comunale San Mauro è un impianto sportivo calcistico situato a Casoria, nella città metropolitana di Napoli, in Campania. Ospita le gare interne del Casoria Calcio 1979.

## Storia
Lo stadio fu costruito nel 1959 e rappresenta da allora il principale impianto sportivo della città di Casoria. Il complesso, con spalti che possono ospitare fino a 3.000 spettatori porta il nome del Santo patrono della cittadina casoriana, ovvero San Mauro.

### Periodo di chiusura
La struttura ha attraversato un lungo periodo di abbandono, rimanendo chiusa per 15 anni a causa dell'inagibilità della struttura. Durante questo periodo, dalla seconda metà degli anni '90 alla prima metà degli anni 2010, l'impianto è rimasto inutilizzato per le competizioni calcistiche.

### Riapertura e ristrutturazione
Lo stadio è stato riaperto nel 2016 dopo i lavori di ristrutturazione che hanno interessato la tribuna centrale, dotata di 984 posti a sedere; i servizi ad essa pertinenti, gli ingressi, gli spogliatoi, il terreno di gioco, l'impianto d'illuminazione. Prima della riapertura completa, la struttura era utilizzata dalla cittadinanza principalmente per il workout nella pista circostante il campo da gioco.

### Universiadi 2019
Un momento cruciale per la moderna storia dell'impianto è stata la XXX Universiade estiva del 2019, tenutasi a Napoli e in Campania.
I lavori di ristrutturazione per le Universiadi hanno comportato un investimento di circa 600.000 euro e hanno interessato principalmente il manto erboso e altre strutture dell'impianto.

## Caratteristiche tecniche

### Ubicazione
Lo stadio San Mauro è situato in via Tenente Vincenzo Formicola n. 51-52 a Casoria.

### Capienza
Attualmente l'impianto ha una capienza di circa 2.000 posti a sedere, anche se alcune fonti indicano una capienza massima di 2.500 posti.

## Intitolazioni

### Tribuna Bruno Tintori
Il 12 aprile 2024, l'amministrazione comunale di Casoria ha intitolato la tribuna principale dello stadio a Bruno Tintori, storico presidente del Casoria Calcio negli anni '80.
Bruno Tintori è ricordato come "l'uomo che regalò un sogno a Casoria", avendo portato la squadra tra i professionisti e in Serie C2 agli inizi degli anni '80.